# Sernambiguara
O sernambiguara (Trachinotus falcatus) é uma espécie marinha de peixe teleósteo, perciforme da família dos carangídeos. Chegando a medir até 1,20 m de comprimento, tais animais habitam as águas tropicais da parte ocidental do Atlântico. Também são conhecidos pelos nomes populares de arabebéu, arebebéu, aribebéu, garabebel, garabebéu, pampo, pampo-arabebéu, pampo-gigante, pampo verdadeiro, sarnambiguara, sernambiquara e tambó.
Seu nome provém do tupi e significa "comedor de sernambi", espécie de molusco (de serinambi, sernambi, + guara, comedor).